# Heliga förbönskyrkan, Bolotnja
Heliga förbönskyrkan (belarusiska: Свята-Пакроўская царква/Svjata-Pakrowskaja tsarkva) är en belarusisk-ortodox kyrkobyggnad belägen i staden Bolotnja, i distriktet Rahatjoŭski rajon i Homels voblast, i sydöstra Belarus.
Kyrkan är helgad åt Guds Moders Beskydd.

## Historik

### Tidigare kyrka
Enligt data från ett arkiv byggdes den första kyrkan i Bolotnja 1889. Dess arkitekt var Vasil Vasilievich Sazonov.
1937 stängde de sovjetiska myndigheterna kyrkan och 1941 började byggnaden att restaureras. Efter kriget användes den som en gymnastiksal och skolkafeteria. 1965 förstördes kyrkan.

### Nuvarande kyrkan
Den nuvarande kyrkobyggnaden började byggas den 14 oktober 1995. Gudstjänster har hållits där sedan 2002.